# Basilianus chinensis
Basilianus chinensis is een keversoort uit de familie Passalidae. De wetenschappelijke naam van de soort is voor het eerst geldig gepubliceerd in 1955 door Endrodi.